# Sekundærrute 561
De Sekundærrute 561 is een secundaire weg in Denemarken. De weg loopt van Gedsted via Aalestrup naar Stenild. De Sekundærrute 561 loopt door Noord-Jutland en is ongeveer 23 kilometer lang.